# Gastone Righi
Gastone Righi Cuoghi (Santos, 21 de dezembro de 1935 – Santos, 17 de abril de 2019) foi um advogado, empresário e político brasileiro.

## Vida
Nascido em Santos (SP), é filho de imigrantes italianos. Foi deputado federal cassado durante a Ditadura militar e presidente nacional do PTB. Após a Anistia voltou à Câmara dos Deputados, onde apresentou projetos de relevância. Foi dono de um grupo de comunicação na Baixada Santista, o Grupo Mar Comunicação: uma rede de televisão, afiliada da Rede Record, a TV Mar, e uma emissora de rádio FM, a Rádio Aleluia, arrendada para a Igreja Universal. Outras duas emissoras que faziam parte do grupo também, a Jovem Pan FM e a 95 FM, foram vendidas em 1995 para o empresário luso-brasileiro Armênio Mendes.

## Trajetória profissional e política
A carreira de advogado teve início em Santos no escritório do Dr. Tenison de Oliveira Ribeiro, pai de Francisco Prado de Oliveira Ribeiro e do Dr. Luis Antônio de Oliveira Ribeiro, desembargador aposentado. Na época da ditadura o escritório conquistou causas importantes tornando-se uma referência nacional na luta pelos direitos dos dirigentes sindicais, oprimidos pela imposição do AI-2. Righi conquistou com isso enorme carteira de clientes, dentre os quais Jânio Quadros, que o incentivou a ingressar na vida política. Ao lado de Esmeraldo Tarquínio lançou-se como candidato a deputado federal, elegendo-se pelo então MDB; até a sua morte, mesmo tendo se afastado da mídia, foi um dos nomes mais influentes do cenário político nacional e um dos caciques do PTB. Amigo pessoal do ex-deputado federal Roberto Jefferson, Righi integrou com Jefferson a "tropa de choque" que defendia o então presidente Fernando Collor de Mello e se absteve na votação da Câmara dos Deputados que determinou o afastamento do então presidente.
Em 12 de dezembro de 1968 foi instituído o AI-5 pelo marechal Costa e Silva determinando o fechamento do Congresso Nacional. Por pertencer ao MDB, partido de oposição à situação representada pelo Arena, Righi foi cassado ao lado de Mário Covas, Esmeraldo Tarquínio, Francisco Prado e muitos outros. De 1969 até 1982 morou em São Paulo e lecionou na Faculdade de Direito do Largo São Francisco.
No início da década de 1980, a  abertura política permitiu o surgimento de partidos políticos e Righi participou da refundação do Partido Trabalhista Brasileiro. Foi líder do PTB na Assembleia Nacional Constituinte, e na Câmara dos Deputados, por algumas legislaturas. Foi alinhado politicamente com o ex presidente Jânio Quadros e foi de Righi também a idealização da Fundação Getúlio Vargas. Elegeu-se por quatro mandatos sucessivos e foi autor de projetos de lei que se converteram em leis, dentre os quais:
- autonomia dos municípios de Santos, Cubatão e São Sebastião;
- trouxe a Justiça Federal para Santos, primeira cidade a dispor dessa justiça fora das capitais;
- trouxe a Justiça do Trabalho para São Vicente, Cubatão, Guarujá e Praia Grande;
- autor da emenda que criou um terço a mais das férias para os trabalhadores;
- autor da emenda que reduziu as horas semanais de trabalho;
- autor do aumento sobre o FGTS, antes era de 10% passou para 40%
- Lei "Gastone Righi" que proibiu (em 1985) a caça às baleias no litoral brasileiro